# Josef Straka (hokeista)
Josef Straka (ur. 11 lutego 1978 w Jindřichovym Hradcu) – czeski hokeista, reprezentant Czech.

## Kariera klubowa
- HC Litvínov U16 (1991-1994)
- HC Litvínov U18 (1994-1995)
- HC Litvínov U20 (1995-1996, 1997-1998)
- HC Litvínov (1995-1999)
- HC Pilzno 1929 (1999-2004)
  -  BK Mladá Boleslav (2001)
- Sparta Praga (2004)
- Orli Znojmo (2005)
- EHC Linz (2005)
- HC Pilzno 1929 (2005)
- Sparta Praga (2005-2006)
- Lukko (2006-2007)
- Siewierstal Czerepowiec (2007-2012)
- Ak Bars Kazań (2012)
- Awtomobilist Jekaterynburg (2012)
- Lukko (2013)
- SCL Tigers (2013)
- HC Pilzno 1929 (2013)
- Piráti Chomutov (2013-2014)
- HC Czeskie Budziejowice (2014-2016)
  -  Sparta Praga (2014)
- HC Gherdëina (2016-2017)
- 1. EV Weiden (2017-2018)
- ERV Schweinfurt (2018/2019)
- EHC Waldkraiburg (2019-2021)

Wychowanek klubu HC Litvínov. Od stycznia 2013 po raz drugi w karierze zawodnik fińskiego klubu Lukko. W czerwcu 2013 podpisał roczny kontrakt ze szwajcarskim klubem SCL Tigers, który został rozwiązany na początku października 2013. Od października do listopada 2013 zawodnik HC Pilzno 1929. Od 22 listopada 2013 zawodnik Piráti Chomutov. Po sezonie 2013/2014 odszedł z klubu. Od maja 2014 zawodnik HC Czeskie Budziejowice, związany dwuletnim kontraktem. Był kapitanem zespołu. Od października 2016 zawodnik włoskiego klubu HC Gherdëina w rozgrywkach Alps Hockey League. Od lipca 2017 do kwietnia 2018 zawodnik 1. EV Weiden.
Uczestniczył w turniejach mistrzostw Europy juniorów do lat 18 edycji 1995, 1996, mistrzostw świata juniorów do lat 20 edycji 1996, 1998. W późniejszych latach występował w kadrze seniorskiej.

## Sukcesy
Klubowe
- Złoty medal mistrzostw Czech: 2006 ze Spartą Praga
- Srebrny medal mistrzostw Czech: 1996 z HC Litvínov

Indywidualne
- Mistrzostwa Europy juniorów do lat 18 w hokeju na lodzie 1995: drugie miejsce w klasyfikacji kanadyjskiej turnieju: 8 punktów[12]
- Ekstraliga czeska w hokeju na lodzie (2005/2006): pierwsze miejsce w klasyfikacji asyst w fazie play-off: 9
- SM-liiga (2006/2007):
  - Piąte miejsce w klasyfikacji strzelców w sezonie zasadniczym: 24 gole[13]
  - Siódme miejsce w klasyfikacji asystentów w sezonie zasadniczym: 36 asyst[14]
  - Drugie miejsce w klasyfikacji kanadyjskiej w sezonie zasadniczym: 60 punktów[15]